# Médersa de Sidi Ali Chiha

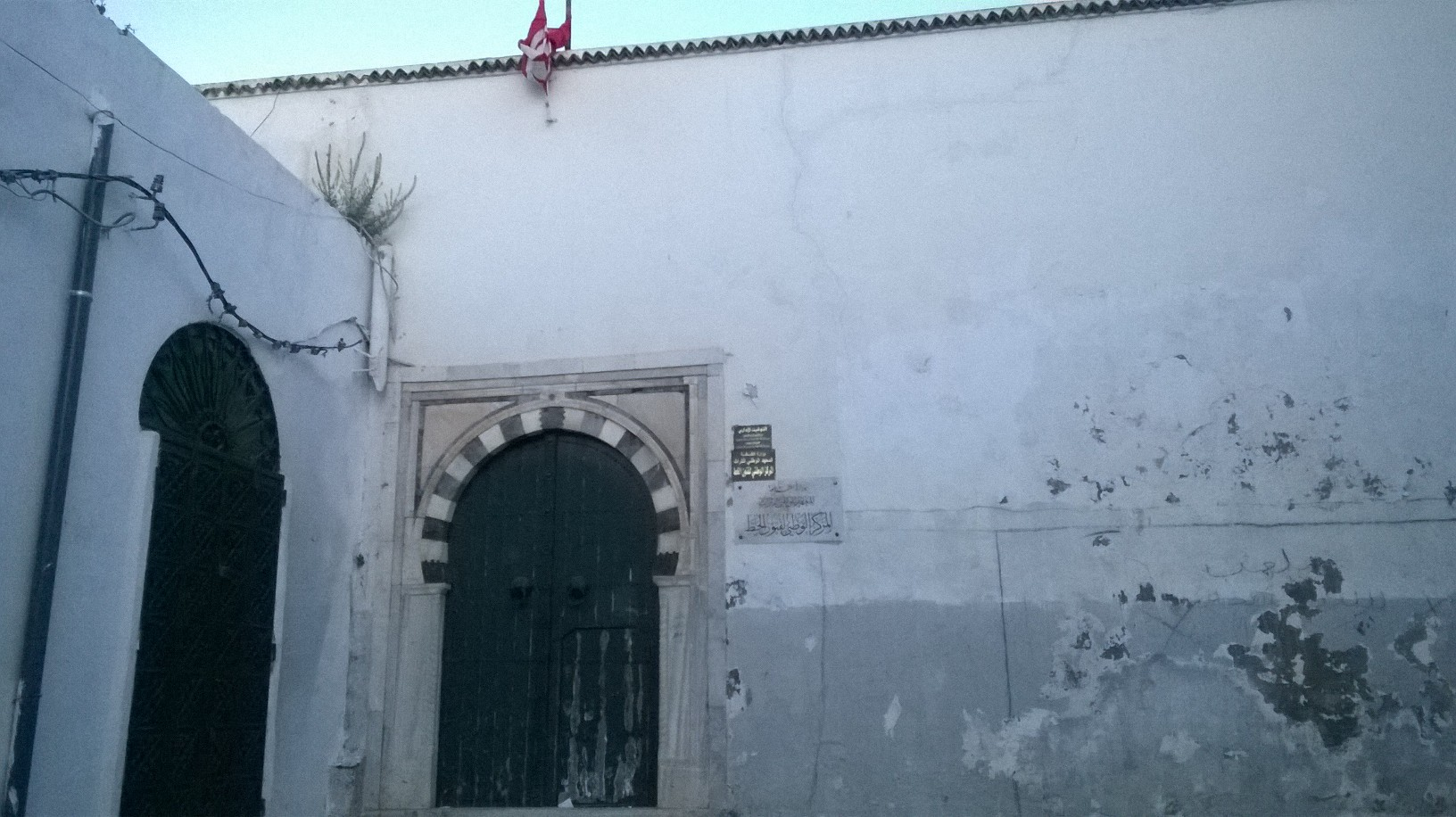
Vue de la zaouïa de Sidi Ali Chiha abritant la médersa

La médersa de Sidi Ali Chiha (arabe : مدرسة سيدي علي شيحة) est l'une des médersas de Tunis rattachée à une zaouïa et construite sous le règne de Sadok Bey.

## Étymologie
Elle tire son nom du saint Ali Chiha, le cheikh de la tariqa des Aïssawas, mort en 1854 (1271 de l'hégire).

## Localisation
Elle est située sur la rue du Salut, dans le quartier de Halfaouine, au niveau du faubourg nord de la médina de Tunis. Elle n'est éloignée que de quelques mètres de la médersa Saheb Ettabaâ.

## Histoire

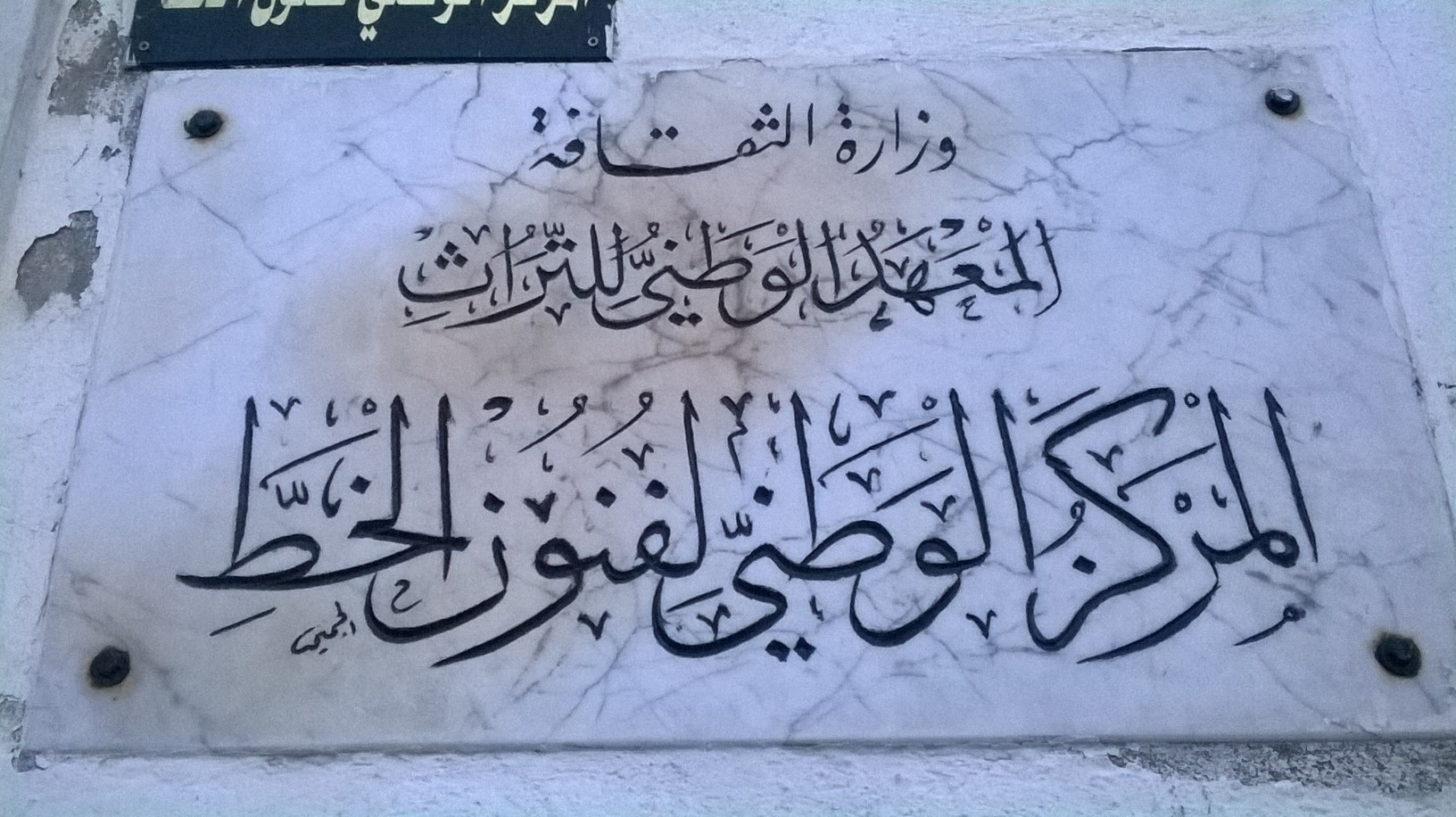
Plaque en marbre indiquant le Centre national de la calligraphie

Elle est construite en 1852 (1269 de l'hégire) par le ministre husseinite Mustapha Khaznadar, qui vouait une grande dévotion au chef spirituel de la tariqa des Aïssawas.

## Evolution
Ce monument, entièrement restauré en 1995, a abrité durant des années le Centre national de la calligraphie.